# Anacamptis israelitica
Anacamptis israelitica je druh rudohlávku z čeledi vstavačovitých (Orchidaceae). Je to jeden z rostlinných endemitů Izraele.